# A43-as autópálya (Franciaország)

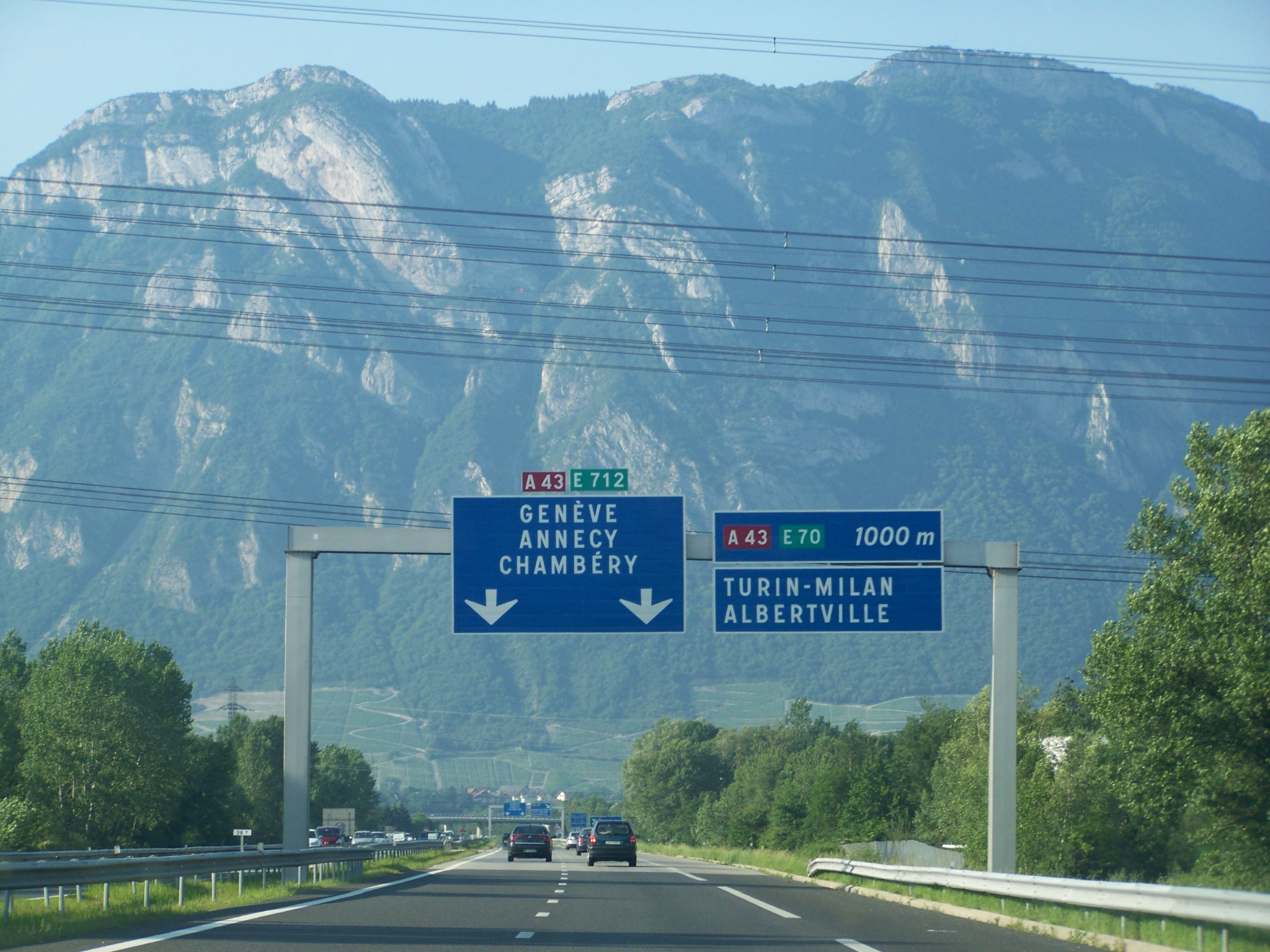
Az A41 és az A43 találkozása, Chambery közelében

Az A43 (franciául: L'autoroute Alpine, magyarul: Alpok autópálya) egy autópálya Franciaországban.

## Története
1973 kezdték el az építését, és 2004-re végeztek vele.

## Autópályacsomópontok
- A46 (Lyon-kelet)
- A432 (Lyon-i repülőtér)
- A48 (Grenoble)
- A41 (Svájc felé)
- A41 (Grenoble felé)